# Diogo Viana
Pour les articles homonymes, voir Viana.
Diogo Filipe Guerreiro Viana, dit Diogo Viana, né le 22 février 1990 à Lagos, est un footballeur portugais évoluant au poste d'ailier droit.

## Biographie
Il fait ses débuts dans le centre de formation du Sporting CP jusqu'à l'été 2008 où il prend la direction du FC Porto en échange de Hélder Postiga plus 3 millions d'euros pour le FC Porto. Il continua sa carrière dans le centre de formation du FC Porto. Six mois plus tard, grâce à ses très bonnes performances dans le centre de formation, il fut convoqué pour un match de Coupe de la Ligue avec l'équipe première et il fit sa première apparition, le 8 janvier 2009, sous le maillot bleu et blanc du FC Porto en match officiel. Il est l'un des plus grands espoirs du football portugais. Il est prêté pour la saison 2009/2010 au club hollandais du VVV Venlo.